# Fornelos de Montes
Fornelos de Montes – gmina w Hiszpanii, w prowincji Pontevedra, w Galicji, o powierzchni 79,01 km². W 2011 roku gmina liczyła 1906 mieszkańców.